# Relations en lojban
La relation en lojban, ou brivla, est la catégorie grammaticale unique par laquelle sont traduits les mots « pleins », c'est-à-dire les catégories grammaticales porteuses de sémantique : noms, verbes, adjectifs ou adverbes.
En mettant en relation les autres éléments constitutifs d'une proposition, selon son sens propre et des règles morphosyntaxiques propres à chaque langue, c'est habituellement le verbe qui joue un rôle majeur dans l'organisation de la phrase, et fait de la proposition un ensemble signifiant dont il constitue le noyau. Fondamentalement, le verbe exprime qu'il existe une certaine relation entre divers objets : il s'agit typiquement du sujet, de l'objet éventuel, et parfois d'éventuels compléments seconds ou circonstanciels.
Le lojban tire son modèle de la logique des prédicats. Les termes sémantiquement pleins sont définis comme des relations : tout brivla (mot relation) peut être au centre d'un énoncé et mettre en relation un ou plusieurs argument, donc occuper une fonction verbale.
L'originalité du lojban est que ce sont ces mêmes mots-relations, ou brivla, qui remplissent également les fonctions de noms communs ou de qualificatifs (adjectifs ou adverbes), suivant leur position grammaticale. Ainsi, "jdini" (la monnaie) peut jouer aussi bien le rôle d'un adjectif dans "jdini sorcu" (dépôt monétaire, trésor) que de verbe dans "la dolar. jdini la.amerik.", (le dollar "monétise" les États-Unis, le dollar est la monnaie des États-Unis).

## Définition sémantique d'une relation -bridi

### Le modèle prédicatif
Un énoncé simple en lojban est par exemple mi viska do, « je vois toi ». Dans cet énoncé, deux objets sont impliqués, représentés par les pronoms toi (do) et moi (mi), et la relation qui est affirmée entre ces deux objets est celle que l'on pourrait noter « A voit B ».
En termes de logique mathématique, en effet, cette relation est un prédicat (ici, d'arité deux, c'est-à-dire qu'elle prend deux arguments, ici toi et moi). Dans l'univers du discours des couples (A, B) d'objets, le prédicat "voir"(A, B) peut prendre la valeur "vrai" ou "faux".

En lojban, qui se veut un support possible de communication entre homme et machine, le fait d'énoncer ce prédicat signifie implicitement pour un ordinateur quelque chose comme :
```
* Identifier l'objet A = le locuteur.
* Identifier l'objet B = l'auditeur.
* Il existe dans mon univers de connaissance une relation de la forme « voir (A, B) ».
```

D'une manière générale, en lojban, un énoncé est toujours considéré comme une fonction logique (un prédicat) qui décrit une relation entre un certain nombre d'« arguments ».
- L'unité élémentaire d'énonciation (la phrase) est appelée bridi, terme primitif qui signifie à peu près « prédicat » ou « une mise en relation prédicative ». Un bridi est à peu près l'équivalent d'une phrase ou d'un énoncé, donc d'un ensemble de mots mis dans une relation grammaticale définie.
- Dans un bridi (prédicat), l'un des termes désigne la relation, c'est le selbri (qualificatif du mot qui met en relation, l'entremetteur). Par définition, tout brivla (mot relation) peut jouer ce rôle de selbri (à peu près l'équivalent d'un verbe) dans un bridi (prédicat).
- De même qu'une prédication en logique formelle est formée d'un prédicat et d'arguments, les bridi (prédicats en lojban) sont formés d'un selbri (entremetteur) qui met en relation des sumti (arguments).

NB : Au sens étymologique:
- bridi signifie « prédicat » ou « être en relation prédicative ». « "X" bridi Y » est une mise en relation entre un terme lojban (Y) et un texte énoncé ("X"), qui signifie que « l'énoncé "X" constitue une mise en relation par le brivla Y ».
- Le centre et cœur d'un tel énoncé, le mot qui y établi la relation, est un mot sémantiquement plein (brivla) qui a la fonction dite de selbri. Dans ce mot composé, sel est la « réduction » de se, terme grammatical qui indique l'inversion des deux premiers termes de la relation (très grossièrement, une marque du passif) ; et bri<bridi est comme ci-dessus la « mise en relation ». Là où « "X" bridi Y » signifie que « le texte X constitue une mise en relation par le brivla Y », « Y selbri "X" » signifie donc que « le brivla Y est ce qui indique la mise en relation dans le texte "X" », et donc selbri (en tant que qualificatif et/ou nom de classe d'objet) désigne un terme dans son rôle grammatical, en tant qu'il définit la relation appliquée à quelque chose.
- Le brivla vient de bridi>bri : relation de prédicat, et valsi>vla : mot. C'est un « mot relationnel », c'est fondamentalement un mot qui sert à caractériser une certaine relation, que l'on affirme exister entre objets. Ce sont les mots pleins du langage sur le plan sémantique. Les brivla sont les « objets-capables-d'établir-des-relations ». On retrouve ici le lien essentiel entre brivla et bridi, un brivla (mot relation) est fondamentalement un objet du langage capable d'être le noyau d'un bridi (prédicat) en jouant le rôle de selbri (entremetteur).
- La relation porte sur un ou plusieurs sumti, élément du discours mis en relation par  le selbri, c’est-à-dire l'un ou l'autre argument du prédicat. sumti est également une primitive lojban, signifiant le fait d'être argument d'un selbri (entremetteur) dans la relation d'énoncé bridi correspondante.

### Briques sémantiques - lebrivla
La notion fondamentale et unique en lojban est celle des termes plains, les brivla (~ nom de relation). Formellement, ce sont à la fois des relations entre objets et des propriétés rattachées à ces objets, ce qui n'effraye pas les mathématiciens mais peut paraître étrange pour le public non averti.
Suivant leur origine, il existe trois catégories de brivla (mots relation) : 
1. les gismu, les mots racines qui permettent de construire les autres brivla ;
2. les lujvo (mots composés), composition de brivla ;
3. les fu’ivla (mot étranger importé), des mots issus de langues naturelles, lojbanisés.

L'origine étymologique n'interfère pas avec leur utilisation grammaticale. Le cœur du lojban s'appuie bien sûr avant tout sur les gismu (primitives), à la fois parce qu'elles sont simples et qu'elles sont propres au lojban, mais tout ce qui peut être dit d'un gismu employé comme brivla s'applique à l'identique aux autres formes de brivla.
Il n’y a pas en lojban de distinction grammaticale entre un nom, un verbe, un adjectif, un adverbe. Une relation comme xekri (être noir) en pratique joue le même rôle qu'un adjectif, et n'a qu'un seul paramètre, l'objet noir - ce qui pourrait éventuellement caractériser un adjectif. Mais une relation comme cmila (rire) n'a également qu'un seul paramètre, parce qu'on peut rire, indépendamment de savoir de quoi l'on rit. Et de même, une autre comme ninmu (être femme) n'a aucun complément sémantiquement nécessaire.
Que ces relations soient d'arité un (elles n'ont qu'un seul argument) entraîne souvent un traitement particulier de ces concepts dans les langages naturels, mais ce n'est pas un cas particulier dans le formalisme lojban du calcul des prédicats, et leur traitement grammatical est le même que celui des autres brivla (mots relation). Le lojban ne fait pas de distinction formelle entre « être_noir », « être_riant » et « être_femme », et le fait que l'une se traduise généralement par un adjectif l'autre par un verbe et la troisième comme un nom est indifférent.

### Emploi d'unbrivlacomme relation -selbri- et arguments
Un brivla (mot relation) étant essentiellement une relation, sa définition complète comprend donc aussi la liste complète de ses arguments, les sumti, leur signification, dans l'ordre dans lequel ils apparaissent (leur « emplacement structurel » dans la relation).
Un brivla (mot relation) peut avoir de un à cinq arguments, conventionnellement désignés par x1, x2, x3, x4, x5 dans les définitions ; et l'emplacement structurel de chaque argument permet de déterminer sans ambiguïté son rôle dans le bridi (énoncé).
Par exemple, dans un dictionnaire, la définition complète de klama (se déplacer) peut s'exprimer succinctement par :
klama : x1 se déplace vers x2 depuis x3 via x4 au moyen de x5.
De manière plus détaillée, une telle définition signifie qu'un prédicat concernant un déplacement, désigné par klama, prend sa valeur par rapport aux arguments suivants, décrits dans l'ordre de leur emplacement structurel :
- x1 est un ensemble d'individu dont l'action a pour résultat de les mettre en déplacement.
- x2 est la destination, le lieu où se situera x1 quand l'action trouvera son achèvement normal.
- x3 est l'origine, le lieu ou se situe x1 au début de l'action.
- x4 décrit une trajectoire, ou des points par lesquels passe la trajectoire, suivie par x1 pour se rendre de x3 à x2.
- x5 décrit le moyen de transport par lequel ce résultat est obtenu.

### Structure positionnelle canonique d'un énoncé - lebridi
L'unité élémentaire d'énonciation (la phrase) est appelée bridi, terme primitif qui signifie « prédicat » ou « être en relation prédicative ». Cependant, si la logique sous-jacente est toujours celle d'un prédicat, ce prédicat est exprimé sous forme d'une suite de mots. Dans un énoncé lojban il n'y a normalement ni parenthèses ni virgule apparentes, parce que ces fonctions de délimitation sont implicitement remplies par la structure même de l'énoncé.
NB : Dans certains cas, les délimitations implicites ne sont plus suffisantes, et des mots délimiteurs deviennent nécessaires. Il y a des délimiteurs permettant de préciser les limites de chaque structure complexe, et il n'est jamais incorrect grammaticalement de les expliciter, mais expliciter des délimiteurs inutiles est considéré comme contraire à l'esprit du lojban.
Sous sa forme canonique, la phrase lojban (bridi) est formée en concaténant un premier sumti (argument), suivi du selbri (verbe), suivi des autres arguments éventuels dans l'emplacement structurel voulu par la relation :
bridi = [sumtix1], <cu>, selbri, [sumtix2], [sumtix3], [sumtix4], [sumtix5], <vau>
NB : Le mot grammatical cu qui apparaît ici marque explicitement la fin du (ou des) sumti et le début du selbri, c'est un délimiteur qui peut généralement être omis (mais en l'absence de cu dans  « le cribe cu klama » -l'ours se déplace-, la concaténation cribe klama serait interprétée comme un mot composé tanru, un déplacement ursin).
De même, vau marque explicitement (et facultativement) que la liste des sumti (arguments) est terminée, ce qui est implicitement le cas à la fin de la phrase.
Cet ordre n'est pas le seul ordre canonique possible en lojban ; le selbri (nom de relation) peut en effet être placé derrière n'importe lequel des sumti (arguments). En revanche, si la position du selbri peut être modifiée, l'ordre dans lequel les différents sumti sont attendus est fixe : sauf précision contraire, ils apparaîtront dans l'ordre de la position structurelle.
Le premier argument étant typiquement le sujet et le second le complément d'objet, cette facilité de déplacer le selbri (qui joue le rôle du verbe) permet de calquer la construction d'un énoncé sur la structure d'une langue SOV aussi bien que sur celle d'une langue SVO, ce qui reflète déjà la structure de 87 % des langues naturelles.

### Assertion contemplative
Omettre le premier sumti (argument), donc placer le selbri en première position, est une construction particulière, qui signifie que ce premier argument (généralement le sujet) est indifférent (zo'e en logban). Ce type d'assertion est qualifié de « contemplative », parce que c'est la manière de signaler rapidement un objet : danmo (fumée !) signifie qu'il y a de la fumée quelque part et qu'il est urgent de le signaler, sans qu'il soit nécessaire ni utile dans un premier temps de préciser ce qui est enfumé (zo'e danmo, quelque chose a de la fumée). Et en général, l'énoncé se limite dans ce cas au seul selbri.
L'énoncé d'un mot sémantiquement plein (brivla) évoque par lui-même la sémantique associée dans l'esprit de l'interlocuteur. En terme classique, bien sûr, la forme grammaticale suivant laquelle ce concept est évoqué est indéterminé, ce qui peut passer pour une incomplétude. Mais sa détermination est en réalité sans intérêt. L'assertion contemplative peut être interprétée comme ayant un caractère verbal (c'est en train de fumer), le locuteur peut avoir en tête un objet donné implicite, dont il dit soudain sans l'expliciter que x1? danmo, autrement dit « ça fume », laissant à l’interlocuteur le soin de déterminer ce que « ça » signifie — à supposer que ce soit important par rapport à la situation. Elle peut tout autant être interprétée en termes de qualificatif, « c'est fumant ».
Les énoncés contemplatifs ressemblent à un protolangage ou à du parler de bébé, et c'est effectivement le modèle qui les a inspiré.
Dans un énoncé comme « le cribe cu klama » (l'ours se déplace), klama est donc le nom d'une relation (un brivla), dont un des arguments est « le cribe ». Mais en lojban, cribe est défini comme étant une relation, laquelle exprime en l'occurrence que « x1 est un ours de l'espèce x2 » ; et l'emploi de cribe au sein d'un argument (sumti) ne change pas sa nature d'être avant tout une mise en relation (un brivla) entre ses propres arguments - lesquels de toute évidence sont laissés non spécifiés, puisque la relation cribe n'a rien qui lui sert d'argument dans ce qui est exprimé. L'énoncé cribe isolé a une valeur contemplative, c'est-à-dire que c'est "ce que le locuteur a en tête" qui est le premier argument implicite de cette relation cribe. Le mécanisme linguistique que réalise le est de reprendre ce même concept et de le placer en tant qu'argument dans l'énoncé « le cribe cu klama ». En termes de logique du premier ordre, et en traduisant "ce que j'ai en tête" par une variable explicite X, la signification de l'énoncé « le cribe cu klama » s'analyse comme la superposition de « (1) il existe un X dans ce que j'ai en tête (2) je décris X comme étant un ours, mais c'est mon point de vue (3) X se déplace ».

## Permutations et dénomination des arguments

### Formes simplifiées des énoncésbridi
Grammaticalement, le nombre d'arguments d'une relation brivla est toujours fixe, et le rôle grammatical de ses différents arguments sumti est déterminé par leur seule position structurelle, qui est également fixe. 
Même si la structure logique sous-jacente à un brivla a donc toujours un nombre fixe d'arguments, ces arguments sont souvent inutiles, et ne sont pas nécessairement tous précisés dans un énoncé donné. Un énoncé comme « mi klama » (je viens, j'arrive, j'y vais) laisse ainsi les arguments 2 à 5 indéterminés.
S'il fallait compléter cet énoncé pour expliciter que les quatre derniers arguments sont indéterminés (ce qui en lojban est signifié en utilisant comme sumti le mot grammatical zo'e), on aurait l'énoncé équivalent et formellement complet « mi1 klama zo'e2 zo'e3 zo'e4 zo'e5 ». Préciser qu'un argument est indéterminé n'apporte évidemment pas d'information, et le lojban rend facultatif les zo'e situés en fin d'énoncé, procédé qualifié de « ellipse », lorsque le locuteur n'a pas en tête quelque chose qui tiendrait la place du zo'e (« mi klama zo'e » signifierait « je vais quelque part », marquant à la fois que le locuteur a bien en tête l'endroit où il va, mais qu'il ne veut pas le préciser).
De ce fait, dans la définition des arguments d'un 'brivla', ce sont les arguments les plus fréquents qui prennent normalement les premières places structurelles ; dans le cas d'une relation exprimant un verbe transitif on trouvera typiquement le sujet de la relation en position x1 et son complément d'objet en position x2.
D'autre part, même si la position structurelle des arguments est fixe, ce n'est qu'une position par défaut, et leur position effective dans un énoncé donné peut varier.

### Position structurelle et position actuelle
Le lojban dispose de deux séries de préfixes grammaticaux, la première permettant de forcer l'interprétation de la position d'un argument à une position structurelle donnée ; l'autre permettant d'inverser le premier argument avec celui d'un rang donné.
| Rang | Indicateur de rang | Préfixe de permutation | rafsi de la permutation |
| ---- | ------------------ | ---------------------- | ----------------------- |
| 1    | fa                 | -                      |                         |
| 2    | fe                 | se                     | sel-                    |
| 3    | fi                 | te                     | ter-                    |
| 4    | fo                 | ve                     | vel-                    |
| 5    | fu                 | xe                     | xel-                    |

NB : Noter que le préfixe de la troisième conversion est ter-, tel- étant pour des raisons historiques le préfixe réduit de stela (sceller, verrouiller). Le rafsi associé au sujet pourrait être fel-, mais ce terme n'est pas défini.
Par exemple, pour dire que « je passe par la maison » (la maison = le zdani), trajectoire structurellement en position 4 pour la relation klama (se déplacer vers), sans y préciser le lieu de destination (structurellement 2) ni de départ (structurellement 3), il n'est pas nécessaire d'expliciter les indéterminés par « mi1 klama zo'e2 zo'e3 le zdani4 » (correct, mais lourd). Il est plus pratique de préciser (par le mot grammatical fo) que l'argument qui se rencontre actuellement en seconde position est structurellement le quatrième, celui de la trajectoire : dans « mi klama fo le zdani » - le fo annonce que l'argument rencontré en position deux est un x4 déplacé.
Plus généralement, ces deux séries d'opérateurs grammaticaux permettent de déplacer n'importe quel argument à n'importe quelle place.
Chaque nom de relation définit autant de noms dérivés qu'elle a de paramètres, qui peuvent être construits aussi bien en faisant précéder le nom de la relation par le mot grammatical décrivant la permutation, ou par un mot composé, formé par le rafsi de la permutation et celui de la relation (abrégé ou pas).
Par exemple, la définition complète de klama (se déplacer, > kla) pouvant s'exprimer par :
klama (déplacement) : x1 se déplace vers x2 depuis x3 via x4 au moyen de x5 ;
On définit en même temps les quatre autres mots-relation dérivés, dont les paramètres se déduisent de ceux de la relation primitive :
selkla (destination) : x1 est la destination de x2 partant depuis x3 via x4 au moyen de x5 ;
terkla (origine) : x1 sert de point de départ et x2 d'arrivée quand x3 se déplace via x4 au moyen de x5 ;
velkla (étape) : x1 est un point de passage du déplacement vers x2 depuis x3 par x4 au moyen de x5 ;
xelkla (moyen de transport) : x1 est le moyen de déplacement pour aller vers x2 depuis x3 via x4 pour le déplacé x5 ;
De même, bridi (> bri) étant défini par :
bridi (relation) : x1 est une mise en relation, par le mot plein x2, avec la liste d'arguments x3
On a les deux mots dérivés d'usage grammatical, selbri (le mot plein qui met en relation) et terbri (la liste, complètement spécifiée et dans l'ordre, des arguments d'un énoncé donné).

### Arguments intrinsèques à une relation
Un brivla (mot relation) peut avoir de un à cinq sumti (arguments), suivant le nombre de dimension qui paraît nécessaire pour caractériser la relation dans le cas général.
Une relation comme xekri (être noir) n'a qu'un seul paramètre, l'objet noir, parce que pour les concepteurs du langage, il suffit d'exprimer que « ce que j'ai en tête » est rattaché comme argument au brivla « noir » (par exemple) pour caractériser entièrement cette relation sur le plan sémantique : l'énoncé de l'objet suffit.
Il restera évidemment possible en lojban d'ajouter à cette relation par exemple un complément d'agent (l'objet est noirci par X) ou d'attribution (noirci pour Y) ou tout autre. Mais ces compléments sont-ils sémantiquement intrinsèque au concept de « être_noir », au point de réserver une position de sumti (paramètre) ?
- Un critère possible est de se demander si le nom désignant l'argument correspondant présenterait un intérêt intrinsèque, ou si cet intérêt serait purement circonstanciel. Ici, si l'on admet un complément d'agent x2 à xekri (être noir), alors (comme indiqué ci-dessus) la relation selxerki désignerait la relation « être_qui_rend_noir » : disposer d'un tel concept paraît inutile, si quelque chose rend noir ce sera plutôt une caractéristique de son agent (peinture, encre,...) qu'une classe d'objet intrinsèquement définit et permanente.
- Un autre critère est de mettre en argument en priorité les compléments les plus fréquents. Ainsi, si « être_une_femme » (ninmu) n'appelle pas d'autre argument, « être_un_chien » (gerku > ger, ge'u) prend un second argument pour en préciser la race, parce qu'il est fréquent de préciser la race d'un chien, ou de parler d'une race de chien (selge'u).

On peut par exemple imaginer que « être_qui_fait_rire » soit une classe d'objets pertinente, puisqu'elle existe dans des langages naturels (les objets risibles). Mais en l'occurrence, une classe d'objets risibles serait mal définie, et renvoie plutôt à la relation xajmi pour lequel d'autres compléments sont nécessaires : on est drôle pour quelqu'un d'un certain point de vue.
De l'aveu même des auteurs, ce choix est parfois arbitraire. Pourquoi n'y a-t-il qu'un argument à ninmu (être femme), alors que jungo (être chinois) dispose d'un complément qui permet de préciser suivant quel point de vue on est chinois (culturel, linguistique, géographique,...) ?
Le nombre et l'ordre des arguments sumti est assez souvent une question de point de vue.
Pour les racines gismu, ces questions ont été largement débattues au début des années 1990 ; et la liste des emplacements structuraux (qui a été finalisée en 1994) n'est à présent plus négociable.

### Emplacement structurel et sens
Une des difficultés du lojban est que ces mots grammaticaux, qui en quelque sorte font l'équivalent d'introduire des compléments circonstanciels, ne sont pas rattachés à la nature du complément, mais à sa position relativement à la définition attachée à l'énoncé bridi. Le mot grammatical qui introduit tel ou tel complément ou le rafsi qui préfixe le nom de l'argument n'ont jamais d'interprétation sémantique générale, ce qui peut être très contre-intuitif. Ce sont en quelque sorte des « compléments positionnels », et la nature de ce qui est attendu à un emplacement structurel donné peut être très variable.
Ainsi, si dans « mi klama fo le zdani » on peut dire que fo introduit ici un complément circonstanciel de lieu ("en passant par" la maison), dans une construction lojban parallèle  « mi ctuca fo le zdani » (j'enseigne les maisons, le sujet enseigné étant en position x4 de ctuca), la valeur sémantique du complément introduit par fo est au contraire le complément d'objet direct de "enseigner" (ou le complément d'objet indirect, si l'on retient pour ctuca la référence « X1 instruit X2 sur le procédé X3 sur le sujet X4 par les moyens X5 »).
Il peut paraître rébarbatif d'avoir à retenir toutes les positions structurelles d'une relation, mais ce n'est généralement pas nécessaire (et en pratique personne ne le fait).
Il est parfois nécessaire de les connaître pour certaines relations particulières, afin d'éviter les incompréhensions en s'exprimant, mais généralement la signification des positions structurelles peut être devinées en fonction du contexte, et quelques règles empiriques permettent de s'en sortir pour les arguments les plus utiles :
1. Le premier argument x1 est toujours le sujet (personne, entité) qui fait quelque chose ou qui est quelque chose (il n'y a pas de différence en lojban entre les deux)[6].
2. Quand la relation décrit une action dont l'effet porte sur quelque objet (la relation décrit une activité transitive), ou qui se définit essentiellement par rapport à quelque objet, ce quelque chose est généralement décrit comme x2 (souvent l'équivalent d'un complément d'objet).

- Les compléments qui paraissent les plus utiles et les plus susceptibles d'être employés se placent généralement vers le début, parce qu'il n'est pas nécessaire de préciser tous les arguments, et que ce sont les valeurs non précisées (zo'e) situées à la fin qui peuvent être omises (ellipse).
- Dans les relations impliquant un lieu d'origine et une destination, le lieu de destination vient pratiquement toujours avant l'origine.
- Les compléments les moins utilisés se placent vers la fin. Ils tendent à être de type « suivant le point de vue de » (standard utilisé), ou des compléments circonstanciels caractérisant intrinsèquement la relation comme « au moyen de » (moyen), « fait de » (matière), etc.

Quelques exemples permettent de montrer à la fois la variété et la logique des positions structurelles :
| brivla | 1                     | 2                | 3                      | 4                | 5                | remarque                                                                         |
| ------ | --------------------- | ---------------- | ---------------------- | ---------------- | ---------------- | -------------------------------------------------------------------------------- |
| bajra  | agent court           | via la surface   | au moyen de membre     | suivant l'allure | —                | les modes de déplacement précisent souvent le média support                      |
| blabi  | est blanc/pâle        | —                | —                      | —                | —                | équivalent d'un adjectif                                                         |
| cipni  | est un oiseau         | d'espèce         | —                      | —                | —                | espèce particulière d'un type d'animal                                           |
| cliva  | agent quitte          | objet lieu       | via                    | —                | —                | le moyen de transport n'est pas considéré comme critique                         |
| cmila  | agent rit             | —                | —                      | —                | —                | équivalent d'un verbe                                                            |
| cukta  | est un livre          | objet du livre   | par auteur             | pour public      | matière média    | la forme est_un est plus pertinente que la forme agent_agit                      |
| fanva  | agent traduit         | objet traduit    | vers langue            | depuis langue    | résultat traduit | le "résultat" de la traducction (xelfanva) est un concept utile en linguistique  |
| jungo  | est chinois           | du point de vue  | —                      | —                | —                | aspect suivant lequel c'est pertinent                                            |
| junri  | est sérieux           | objet du sérieux | —                      | —                | —                | aspect suivant lequel c'est pertinent                                            |
| kabri  | est une tasse         | matière contenue | matière constitutive   | —                | —                | "tasse de" deux matières pertinentes                                             |
| klama  | agent se déplace      | vers             | depuis                 | via              | au moyen de      | pas d'objet pour une action réflexive                                            |
| ninmu  | est une femme         | —                | —                      | —                | —                | équivalent d'un nom                                                              |
| pritu  | est à la droite de    | objet repère     | orientation de l'objet | —                | —                | "à droite" suppose intrinsèquement un point de repère et une origine de rotation |
| tivni  | agent télédiffuse     | objet programme  | via chaîne             | à destinataire   | —                | le programme qui passe "est diffusé"                                             |
| vecnu  | agent vend            | objet vendu      | à acquéreur            | au prix de       | —                | double transitif                                                                 |
| vofli  | agent vole dans l'air | au moyen de      | —                      | —                | —                | moyen de propulsion                                                              |
| xamgu  | est profitable        | à un sujet       | du point de vue        | —                | —                | bénéficiaire de la relation                                                      |

### Désignation durafside première position
Il a été indiqué à propos des rafsi de permutation qu'il n'y a pas de préfixe (qui aurait pu être fel-) désignant l'objet occupant la première position d'une relation. Pour le français, il est clair que ce terme serait inutile pour un verbe d'état (si ninmu signifie « être_une_femme », le x1 de la relation est nécessairement une femme) mais le manque paraît curieux pour un verbe d'action : si vecnu désigne une vente, comment désigne-t-on le x1 vendeur?
Il faut le rappeler, le premier argument x1 est toujours le sujet (personne, entité) qui fait quelque chose ou qui est quelque chose, et il n'y a pas de différence en lojban entre les deux. L'approche du lojban est que « faire, c'est être » : dans tous les cas, le nom de la relation caractérise par lui-même un objet capable de tenir le rôle de son x1, que ce soit par une caractéristique intrinsèque (comme ninmu) ou parce que cet objet est le sujet d'une action (comme vecnu). Dans tous les cas, le terme désigne un objet qui est quelque chose, que ce soit « être_une_femme » ou « être_un_vendeur ».
La paraphrase de vecnu par "vente" ne doit donc pas induire en erreur : ce n'est qu'une facilité, et vecnu serait en réalité mieux traduit par "est_vendeur". C'est en cela que les termes plein du lojban, suivant la fonction qu'ils réalisent dans l'énoncé, tiennent à la fois le rôle des verbes, des noms et des adjectifs, en un formalisme unique : pouvant qualifier un objet ce sont des adjectifs, pouvant désigner un objet ce sont des noms, et pouvant mettre en relation des arguments au sein d'un énoncé ce sont des verbes.
Contrairement à ce que sa paraphrase verbale suggère, donc, vecnu qualifie un objet qui « est_vendeur » ; et « la vente » ou « le processus de vente » correspond à un niveau d'abstraction différent.

## Qualification des relations

### Qualificatifs outanru
Le mécanisme de base pour étendre le vocabulaire ou spécifier la sémantique est de superposer deux brivla (mots prédicatifs), le premier modifiant la sémantique du second. Cette construction prend le nom de « métaphore » ou tanru (racine qui désigne la relation entre la nouvelle métaphore et ses mots composés).
Par exemple, à partir des deux racines patfu (être père de) et mamta (être mère de), la superposition mamta patfu désignera un père maternel, donc (probablement) la relation correspondant au grand-père maternel (père de la mère). La construction par simple métaphore est nécessairement ambigüe ; dans tous les cas la construction désigne un père, mais suivant le contexte, mamta patfu peut aussi bien désigner un père qui (par certains aspects) peut en même temps être qualifié de mère, par exemple un « père-poule ».
NB : Le tanru (>tau) est une construction qui à partir de deux termes construit une expression. Il correspond à la syntaxe (partielle) :
"XY"1 tanru A2 B3 = « "XY"1 "est_une_métaphore" où "A2" modifie "B3" ».
Dans cette construction :
- le premier terme est par conséquent régulièrement désigné en lojban par seltau (l'objet premier -sel- du tanru -tau, celui qui est en position indice 2) ;
- et le second par tertau (ter est la « réduction » de te, qui inverse la relation entre le sujet et le second objet ; donc : l'objet second -ter- du tanru -tau, celui qui est en position indice 3).

### Interprétation et syntaxe d'untanru
Par rapport aux grammaires classiques, ce mécanisme correspond à la fois à celui d'adverbe et d'adjectif :
- Si le terme caractérisé (brivla) est en position d'objet (sumti), le brivla que l'on a juxtaposé en préfixe joue le rôle d'un adjectif : sutra bajra signifie une « course rapide », terme pouvant être employé à tout endroit où une « course » est pertinente.
- Si le terme caractérisé (brivla) traduit une relation (selbri), le brivla juxtaposé en préfixe joue le rôle d'un adverbe : mi sutra bajra signifie « je cours rapidement », et le tanru "sutra bajra" peut être employée partout où bajra peut l'être.
- Dans un sens très général, cette juxtaposition joue le rôle d'une « relation génitive » : sutra bajra signifie « le bajra de sutra », le type de course que l'on rencontre dans un contexte de vitesse, ou « course de rapidité ». Dans ces deux constructions, sutra peut s'interpréter comme « de type rapide » appliqué à « course » ou « courir ».

Sémantiquement, le sens réel du seltau (qualificatif) dépend de celui du tertau (qualifié) : la notion de « être rapide » n'est pas du tout la même suivant que l'on l'applique à une course ou à la croissance d'un chêne. De ce point de vue, le qualificatif "sutra" dans "sutra bajra" se traduit en réalité par « de type rapide en matière de course », parce que son sens est nécessairement relativisé par rapport à celui du tertau. Inversement, savoir en quoi et dans quelle mesure le tertau est rendu spécifique en étant placé dans le contexte du seltau est laissé à l'intelligence de l'auditeur. Le tanru désignera typiquement un sous-ensemble de ce que désigne son tertau, mais ce n'est même pas nécessairement le cas.
Par exemple, lo gerku zdani est une maison (zdani) de chien (gerku), mais l'expression peut littéralement désigner n'importe quelle « maison » identifiable dans un contexte où il apparaît un « chien » : une niche est une maison occupée par un chien, bien sûr, mais ce peut aussi bien être une maison fabriquée par un chien, une maison qui est aussi un chien (par exemple pour des puces), une maison nommée d'après un chien, et ainsi de suite.
Cette imprécision vient de ce que l'interprétation n'est pas ici gouvernée par « la logique », mais par ce que le locuteur a en tête quand il fait cette composition.
La seule chose que l'on peut espérer est qu'il s'agit du genre de tertau que l'on trouve plus probablement en relation avec un contexte évoqué par le seltau, ce qui peut être très vaste. 
Si le locuteur est un automate qui s'appuie sur une base de connaissance, le « contexte » évoqué par un brivla (mot relation) comprend -à des proximités variables, mais potentiellement- tous les objets rencontrés dans les connaissances du locuteur, que ce brivla touche comme argument la relation qu'il décrit. Au second ordre, si cela ne suffit pas, le « contexte » évoqué peut comprendre récursivement tous les contextes des objets évoqués au premier ordre. Et ainsi de suite, il suffit qu'il y ait quelque part un cheminement, même indirect, entre gerku et une occurrence particulière de zdani pour que cette occurrence de zdani puisse être identifiée comme une instance possible de lo gerku zdani. De toute évidence les chemins les plus courts passant par les liens sémantiquement les plus forts seront les plus vraisemblables, mais il faut donc garder l'esprit ouvert.
En revanche, sur le plan grammatical et sémantique, un tanru (métaphore) reste au sens littéral un cas particulier de son élément tertau (qualifié), dont il suit la définition et reprend les paramètres structuraux. En particulier, bien que le procédé soit qualifié de « métaphore » par les auteurs du lojban, il n'est pas possible d'utiliser un tertau dans un sens figuré : traduire mot à mot une « bête (mabru) de scène (draci) » ne peut être interprété que littéralement : l'objet qualifié ne change pas de définition ni de paramètres et on aura toujours « draci mabru : x1 est un animal d'espèce x2 », il s'agit donc probablement d'un animal dressé pour la scène, mais en tout cas certainement pas d'un acteur.
Comme souvent en lojban, il existe un mécanisme permettant d'échapper à cette contrainte : le cmavo (mot grammatical) pe'a indique explicitement que le mot précédent doit être compris figurativement et non littéralement
mi viska le blanu pe'a zdani = Je vois la maison “bleue”.
Avec ce marqueur, l'auditeur est averti que blanu ne fait pas ici référence à une couleur, mais à autre chose. Ce à quoi le locuteur fait référence dépend de sa culture, et peut être n'importe quoi.

### Mot composé oulujvo
Lorsque le concept établi par métaphore est suffisamment important ou fréquent, il devient souhaitable de lui assigner un mot particulier (brivla) et un sens précis.
Un lujvo (racine signifiant « mot composé », inspirée irrégulièrement de  pluja>luj : complexe, et valsi>vo : mot) est ainsi formé conventionnellement par la concaténation de racines, que l'on retrouve sous forme pleine (gismu) ou abrégée (rafsi), ou éventuellement de certains termes grammaticaux (cmavo) qui disposent de leur propre rafsi (comme par exemple pour se & bridi → sel,bri).
La formation du lujvo nécessite également de lui attribuer un sens précis (contrairement à la métaphore qui peut être ambigüe), et de préciser le sens de ses compléments positionnels (qui contrairement au cas du tandu peuvent être différents de ceux du terme final).
Par exemple, à partir des deux racines bajra (courir) et sutra (être rapide à une action), la juxtaposition des deux mots sutra bajra précise que de toutes les instances de « courir », celle à laquelle on réfère est du type dont on peut dire qu'elle est « rapide ». (graphiquement, cette juxtaposition peut se rendre par sutrabajra).

### Interprétation et syntaxe d'unlujvo
Contrairement au cas du tanru (métaphore), un lujvo (mot composé) est censé fonctionner comme un bridi (mot relation) à part entière. Ceci implique qu'il puisse être compris sans ambiguïté. De tous les sens possibles pour lo gerku zdani, maison (zdani < zda) de chien (gerku < ger, ge'u), un sens et un seul doit être retenu pour le mot composé gerzda, et sa structure d'arguments ne doit pas être sujette à ambiguïté.
Contrairement au cas du tanru, donc, le cheminement à travers le « contexte » pour déterminer le sens du lujvo ne peut plus être quelconque, mais doit être le plus court possible. De même que pour un langage naturel, le mot composé doit correspondre à l'association sémantiquement la plus immédiate entre le tertau et le seltau.

Le mot composé gerzda s'analyse (morphologiquement, et sans ambiguïté) comme la composition de chien (gerku < ger, ge'u) et de maison (zdani < zda). Sur le plan sémantique, ces brivla évoquent les définitions suivantes (un peu simplifiées dans l'exemple, et où les variables libres ont naturellement été renommées) :
```
* gerzda → lujvo ( seltau := gerku ; tertau := zdani)
* gerku (chien) : x1 est_un chien, de race x2.
* zdani (abri) : y1 est_un abri, destiné à y2.
```

Comme dans la plupart des cas, il existe ici une relation évidente, dont un même argument sert d'argument à la fois pour le seltau et le tertau, qui en l'occurrence est le tertau lui-même : tout auditeur disposant d'un minimum de connaissance sur le monde sait que si un objet peut être qualifié de "chien" (∀ X / X gerku), il peut également être le destinataire d'un "abri" (zdani X).
Sous cette forme, on reconnaît que gerzda décrit nécessairement une niche destinée à abriter un chien — ce dont tout auditeur humain pouvait se douter.

La superposition de ces deux relations conduit donc à lier x1 à y2 pour exprimer le lien « sémantiquement le plus direct » entre les deux structures relationnelles :
```
    x1 est_un chien, de race x2
et: y1 est_un abri, destiné à y2
et: y2=x1
```

L'ensemble conduit à interpréter gerzda comme exprimant la relation suivante (en renommant encore une fois les variables libres) :
```
gerzda : z1 est_un abri, destiné à z2 (et z2 est un chien, de race z3)
```

Soit, sous forme plus canonique :
```
gerzda : z1 est_un abri, destiné à un chien z2, (z2 étant) de race z3
```

NB : On peut noter ici que de quatre variables libres au départ (les deux x et les deux y), le résultat n'en comporte plus que trois, parce que l'une des variables a été liée à une autre dans l'identification du lien sémantique entre les deux relations.
Cette interprétation est l'interprétation « par défaut », fondée sur la définition des composants, mais d'autres interprétations peuvent être envisagées. Mais, dans ce cas, elles seront conventionnelles.
Il reste possible d'écraser une telle compréhension par défaut, si la liste des paramètres (ou l'interprétation de la « relation naturelle ») ne paraît définitivement pas opportune. On peut en particulier ajouter ou supprimer des paramètres, qui dans le cas particulier de la relation composée doivent recevoir une considération différente. En général, supprimer un paramètre rend le concept plus abstrait, puisqu'il englobe toutes les alternatives du paramètre supprimé. En rajouter un le rend plus spécifique, on considère que le caractère ne peut être pleinement défini qu'avec cette précision.
Le point important à prendre en compte est que si l'interprétation par défaut est -précisément- par défaut, une interprétation autre est possible, mais suppose une convention et a un coût : la liste des paramètres et leur définition doit être explicitée et enregistrée dans un dictionnaire, et du coup, l'interprétation du terme composé ne peut pas être faite sans l'aide d'un dictionnaire.
Une interprétation non régulière est toujours possible. Il faut alors espérer que dans ce cas, l'intérêt (hypothétique) d'augmenter ou de réduire la liste des paramètres contrebalance suffisamment le coût (objectif et indéniable) d'une interprétation atypique qui doit être enregistrée conventionnellement dans un dictionnaire accepté de tous, et demande à y être recherchée (et le cas échéant mémorisée) par les interlocuteurs qui la rencontrent.

### Sur-compositions
Le mécanisme de composition peut bien entendu lui-même s'appliquer à des mots déjà composés, donnant lieu à des constructions comme cmalu nixli ckule, c'est-à-dire une école (ckule) de filles (nixli) de genre petit (cmalu). Classiquement, une telle construction est ambiguë, parce que l'on ne sait pas s'il s'agit d'une école de petites filles, ou d'une petite école de filles. Le lojban dispose pour lever cette ambiguïté d'un cmavo (terme grammatical), bo, qui sert en quelque sorte de trait d'union entre les termes qui doivent être collés prioritairement : cmalu nixli bo ckule est une petite école-de-fille, tandis que cmalu bo nixli ckule est une école de petite-fille. (NB : en lojban, qui se veut éliminer toute ambiguïté, le regroupement se fait par défaut à gauche, donc cmalu nixli ckule est équivalent à cmalu bo nixli ckule).
Ce problème de regroupements peut devenir inextricable quand de trop nombreux brivla (mots prédicatifs) sont superposés, conduisant le langage lojban à introduire les cmavo (mots grammaticaux) ke et ke'e servant de parenthèse explicite au regroupement des tanru. Le mécanisme de parenthèses explicites est certainement lourd, mais règle définitivement la question de la priorité à donner entre les différents regroupements d'un tanru complexe.
Le lojban dispose de même de mots grammaticaux (cmavo) destinés à gérer dans ces superpositions les différents modes de coordination qui doivent être compris au même niveau, permettant de déterminer si les différents qualificatifs doivent par exemple être additionnés par une connexion "et" (un gros chien rouge), ou l'un ou l'autre des quatorze modes de connexion logique
que différencie finement le lojban.
L'un dans l'autre, une expression comme « Pretty little girls’ school » en anglais (jolie petite école de filles, ou jolie école de petites filles ?) peut recevoir quarante traduction possibles suivant la manière dont on comprend les parenthésages ou les coordinations. La plupart de ces parenthésages sont bien entendu absurdes ou surréalistes, ce qui explique qu'il ne soit pas sémantiquement nécessaire de les expliciter dans ces langues naturelles où ils sont généralement laissés implicites ; mais cet aspect est indifférent en lojban : par principe, l'analyse grammaticale formelle doit donner un unique résultat, sans avoir à prendre en compte des considérations de vraisemblance.